# Luis Rivera (gymnastique)
Pour les articles homonymes, voir Luis Rivera.
Luis Ramon Rivera Rivera (né le 4 septembre 1986 à Humacao) est un gymnaste portoricain.